# Stazione di Mira Buse
Stazione di Mira Buse vasútállomás Olaszországban, Veneto régióban, Mira Porte településen.

## Vasútvonalak
Az állomást az alábbi vasútvonalak érintik:
- Adria–Mestre-vasútvonal

## Kapcsolódó állomások
A vasútállomáshoz az alábbi állomások vannak a legközelebb: 
- Casello 11 railway halt (Stazione di Adria, Adria–Mestre-vasútvonal)
- Stazione di Oriago (Stazione di Venezia Mestre, Adria–Mestre-vasútvonal)